# العلاقات الكاميرونية الكينية
العلاقات الكاميرونية الكينية هي العلاقات الثنائية التي تجمع بين الكاميرون وكينيا.

## مقارنة بين البلدين
هذه مقارنة عامة ومرجعية للدولتين:
| وجه المقارنة                                              | الكاميرون                      | كينيا                         |
| --------------------------------------------------------- | ------------------------------ | ----------------------------- |
| المساحة (كم2)                                             | 475.44 ألف                     | 581.31 ألف                    |
| عدد السكان (نسمة)                                         | 24.05 مليون                    | 48.47 مليون                   |
| الكثافة السكانية (ن./كم²)                                 | 50.58                          | 83.38                         |
| العاصمة                                                   | ياوندي                         | نيروبي                        |
| اللغة الرسمية                                             | لغة فرنسية، لغة إنجليزية       | اللغة السواحلية، لغة إنجليزية |
| العملة                                                    | فرنك وسط أفريقي                | شيلينغ كيني                   |
| الناتج المحلي الإجمالي (بليون دولار)                      | 34.80 مليار                    | 74.94 مليار                   |
| الناتج المحلي الإجمالي (تعادل القوة الشرائية) بليون دولار | 72.72 مليار                    | 142.24 مليار                  |
| الناتج المحلي الإجمالي الاسمي للفرد دولار أمريكي          | 1.22 ألف                       | 1.38 ألف                      |
| الناتج المحلي الإجمالي للفرد دولار أمريكي                 | 2.97 ألف                       | 2.95 ألف                      |
| مؤشر التنمية البشرية                                      | 0.512                          | 0.548                         |
| رمز المكالمات الدولي                                      | +237                           | +254                          |
| رمز الإنترنت                                              | .cm                            | .ke                           |
| المنطقة الزمنية                                           | توقيت غرب أفريقيا، ت ع م+01:00 | ت ع م+03:00                   |

## منظمات دولية مشتركة
يشترك البلدان في عضوية مجموعة من المنظمات الدولية، منها:
| علم المنظمة | اسم المنظمة                                                | تاريخ انضمام الكاميرون | تاريخ انضمام كينيا |
| ----------- | ---------------------------------------------------------- | ---------------------- | ------------------ |
|             | وكالة ضمان الاستثمار متعدد الأطراف                         | 7 أكتوبر 1988          | 28 نوفمبر 1988     |
|             | الأمم المتحدة                                              | 20 سبتمبر 1960         | 16 ديسمبر 1963     |
|             | العملية المشتركة للاتحاد الأفريقي والأمم المتحدة في دارفور | ?                      | ?                  |
|             | دول الكومنولث                                              | ?                      | 12 ديسمبر 1963     |
|             | الفريق المعني برصد الأرض                                   | ?                      | ?                  |
|             | منظمة حظر الأسلحة الكيميائية                               | ?                      | ?                  |
|             | منظمة التجارة العالمية                                     | ?                      | 1995               |
|             | منظمة الشرطة الجنائية الدولية                              | ?                      | ?                  |
|             | الاتحاد الأفريقي                                           | ?                      | 13 ديسمبر 1963     |
|             | البنك الإفريقي للتنمية                                     | ?                      | ?                  |
|             | مؤسسة التنمية الدولية                                      | 10 أبريل 1964          | 3 فبراير 1964      |
|             | يونسكو                                                     | 11 نوفمبر 1960         | 7 أبريل 1964       |
|             | مجموعة دول أفريقيا والكاريبي والمحيط الهادئ                | ?                      | ?                  |
|             | الاتحاد البريدي العالمي                                    | ?                      | ?                  |
|             | البنك الدولي للإنشاء والتعمير                              | 10 يوليو 1963          | 3 فبراير 1964      |
|             | الاتحاد الدولي للاتصالات                                   | 22 ديسمبر 1960         | 11 أبريل 1964      |
|             | مؤسسة التمويل الدولية                                      | 1 أكتوبر 1974          | 3 فبراير 1964      |
|             | المركز الدولي لتسوية المنازعات الاستشارية                  | 2 فبراير 1967          | 2 فبراير 1967      |

## وصلات خارجية
- موقع وزارة الخارجية الكاميرونية
- موقع وزارة الخارجية الكينية